# Speculum principis

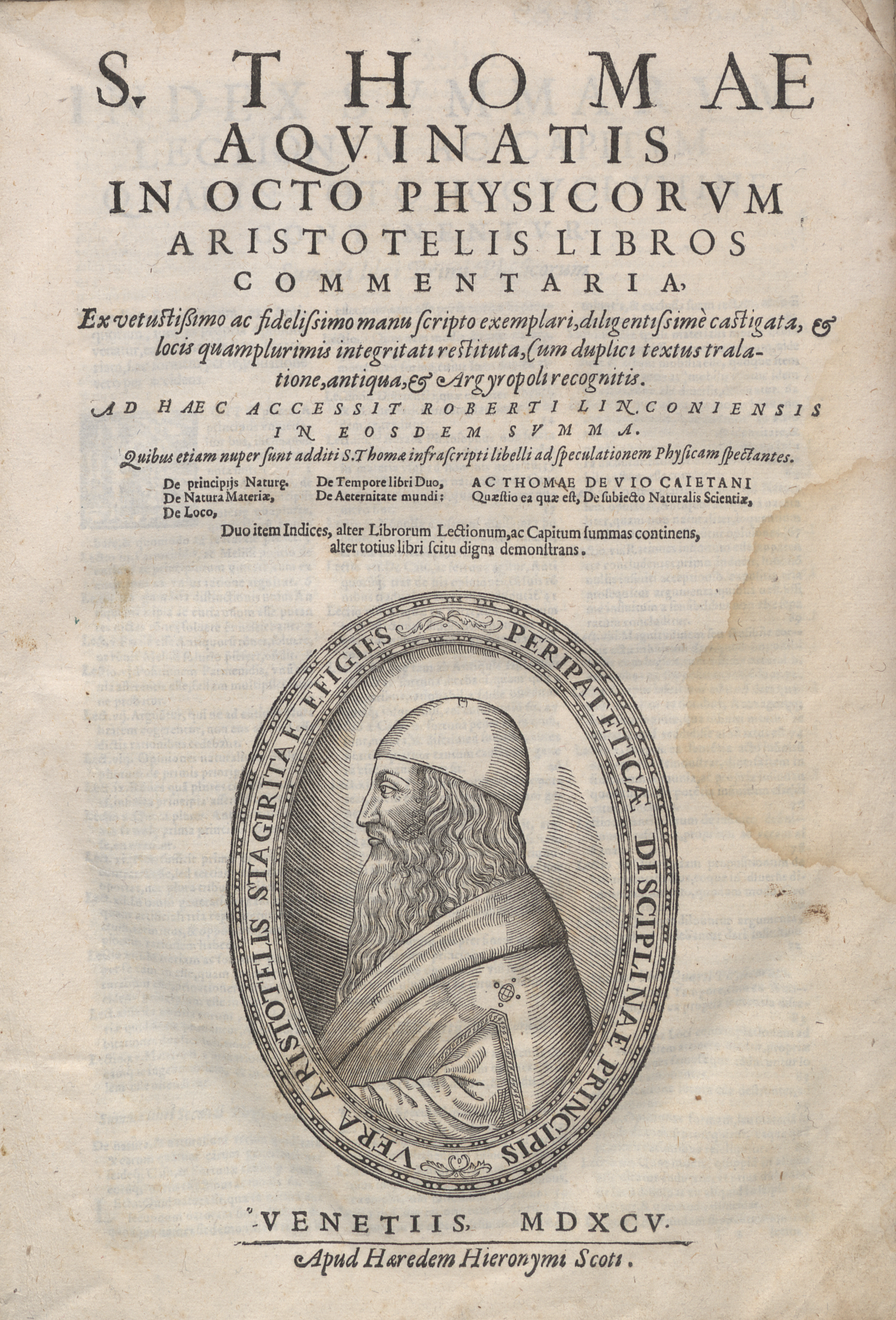
Super Physicam Aristotelis, 1595

Specchio del principe, o manuale di virtù ad uso dei reggitori, fu un genere letterario di grande diffusione e apprezzamento nel Medioevo (ereditato dall'epoca antica), ripreso poi nel Quattrocento in Italia. L'unico esempio conosciuto di speculum principis riguardante la letteratura latina è costituito dal De clementia di Seneca, indirizzato all'allora giovane imperatore Nerone.

## Descrizione
Scopo degli Specchi è una riflessione sulle qualità ideali del sovrano, a cui vengono prescritti comportamenti e azioni, ispirati ai più ideali e nobili precetti morali, spesso di ispirazione cattolica. Nel descrivere e prescrivere un modello ideale, l’intenzione degli autori è quella di dotare di un senso religioso e morale l’ordinamento politico e, più in particolare, l’ufficio del principe. Le opere possono essere indirizzate a un sovrano specifico, oppure rivolgersi ai regnanti in generale; la dedica premessa agli scritti esprime un desiderio di riconoscimento e di apprezzamento dell’autore da parte del destinatario dell'opera oppure un legame, reale o solo vagheggiato, fra essi. I temi possono essere i più vari: la presentazione di un sovrano ideale, l’esortazione a perseguire un comportamento giusto e a evitare le azioni malvagie, l’educazione e la preparazione all’attività di governo, la legittimità, i compiti e i modi di esercizio del proprio potere. Spesso gli autori traggono esempio dalle gesta e dalle scelte politiche e militari dei sovrani dell'Antichità per stabilire come i principi debbano esercitare la propria sovranità. Il genere letterario si differenzia dai panegirici di corte, anche se spesso nelle lettere dedicatorie degli specula la distanza tra autore e destinatario si annulla nella lode del principe.
Sebbene non sia ascrivibile ad alcun genere letterario particolare, Il principe di Niccolò Machiavelli condivide con gli specula principis la forma testuale e la presenza del destinatario (l'opera è indirizzata al signore di Firenze Lorenzo di Piero de' Medici). D'altra parte l'autore si distacca nettamente dal genere per l'impostazione: lo scopo di Machiavelli è quello di fornire una serie di consigli e di evincere delle norme a partire da un esame di situazioni reali, che poco condividono con i ritratti idealizzati dei principati offerti dagli Specchi.

## Storia
Molto diffuso nel Medioevo e ancora durante il Rinascimento, il genere letterario è di origine antica. Già conosciuto nell’antico Egitto, nell’India, in Cina e nel mondo arabo, conosce i suoi modelli classici nella Ciropedia di Senofonte, nelle orazioni di Isocrate a Nicocle ed Evagora, e infine nel De clementia di Seneca, dedicato a Nerone, nel quale è rappresentato il principe ideale di stampo ellenistico e stoico.
Durante il Medioevo assume alcune caratteristiche tratte dall’etica cristiana, conservatesi fino alla critica illuministica nel primo Settecento. Il prototipo del sovrano medievale è delineato nel trattato "De regimine principum" (Sulla condotta dei principi) di Egidio Romano, dedicato a Filippo il Bello. Il principe è considerato un intermediario tra uomo e Dio.
Gli scritti dell'Umanesimo si distinguono per la centralità data alla fama, come compenso della buona azione politica, con l'omissione della sfera religiosa. Il genere si riaffermò nel secondo periodo dell'Umanesimo, quando alla realtà politica delle repubbliche era subentrata quella delle signorie, un potere monarchico che occorreva in qualche modo legittimare; in questa fase gli scritti sono caratterizzati da un forte individualismo e idealizzazione del sovrano.

## Lista dispeculum principis

### Greci e Romani
- Senofonte, L'educazione di Ciro;
- Isocrate, A Nicocle e A Evagora;
- Filodemo, Il buon re secondo Omero;
- Dione Crisostomo, Il primo discorso sulla regalità, Il secondo discorso sulla regalità, Il terzo discorso sulla regalità, Il quarto discorso sulla regalità;
- Seneca, De Clementia;
- Cicerone, De Officiis.

La vita di Costantino di Eusebio di Cesarea può essere considerato uno speculum principis. Il genere, il pubblico e gli obiettivi precisi di questo testo sono stati tuttavia oggetto di controversie accademiche.

### India
- Vishnu Sharma, Pañcatantra;
- Chanakya, Arthaśāstra.

### Cina
- Tao Te Ching - Filosofo cinese Lao Tzu (può essere interpretato come un testo mistico, un testo filosofico o un trattato politico sul dominio);
- Zizhi Tongjian o specchio globale in aiuto della governance di Sima Guang;
- Mencio - Il consiglio non morale al sovrano contiene un dibattito con l'Agricoltore, il primo gruppo socialista conosciuto che sostenne una società senza classi;
- Han Feizi - Consigli sul testo del legalista per il sovrano e l'arte del governo.

### Testi dell'Europa occidentale

#### Alto Medioevo
- Agostino di Ippona, La città di Dio V.24, "La vera felicità degli imperatori cristiani";
- Gregorio di Tours, Storia dei Franchi, in cui mette in guardia contro i conflitti interni;
- De duodecim abusivis saeculi, "Sui dodici maltrattamenti del mondo" (VII secolo), un trattato iberno-irlandese di un autore anonimo a volte indicato come Pseudo-Cipriota. Quest'opera, sebbene non fosse di per sé uno speculum principis, avrebbe avuto una grande influenza sullo sviluppo del "genere" mentre si svolgeva nel continente;
- Beda il Venerabile, Historia ecclesiastica gentis Anglorum, in cui l'autore afferma specificamente che lo scopo dello studio della storia è presentare esempi da imitare o da scansare.

##### Testi carolingi
Esempi notevoli di libri di testo carolingi per re, conto e altri laici includono:
- Smaragdo di Saint-Mihiel, Via regia (813), probabilmente il primo vero speculum principis per principi, dedicato a Ludovico il Pio, quando era ancora re di Aquitania;
- Eginardo, Vita Karoli, in cui idolatra il regno di Carlo Magno come qualcosa per gli altri governanti a cui aspirare;
- Giona d'Orléans, De Institutione Regia (831 circa), scritto per Pipino I d'Aquitania, apparentemente sulla base di un concilio a Orléans;[1]
- Agobardo di Lione, le sue lettere;
- Sedulio Scoto, De rectoribus christianis "Sui governanti cristiani" (855-9 circa), indirizzato al re Lotario II di Lotaringia;
- Incmaro di Reims, De regis persona;
- incmaro di Reims, De ordine palatii (882), che stabilisce i doveri morali di un re e comprende un resoconto dell'organizzazione del palazzo;
- Giona d'Orléans, De Institutione Laicali (818 x 828), (originariamente) scritto per il conte Matfrid I di Orléans;
- Paolino II di Aquileia, Liber exhortationis (795), per il conte Enrico del Friuli;
- Alcuino di York, De virtutibus et vitiis (799-800 circa), scritto per il conte Wido di Bretagna;
- Dhuoda, Liber manualis, scritta per suo figlio Guglielmo.

##### Testi irlandesi
- vedi De duodecim abusivis saeculi sopra. Gli specchi vernacolari differiscono dalla maggior parte dei testi qui menzionati in quanto quelli che sono descritti come dare e ricevere consigli sono figure comunemente leggendarie.
- Audacht Morainn ('Il testamento di Morand'), scritto attorno al 700, un vecchio testo irlandese che è stato definito un precursore degli "speculum principis".[2] Si dice che il leggendario saggio giudice Morand abbia inviato consigli a Feradach Finnfechtnach quando quest'ultimo stava per diventare re di Tara.[3]
- Tecosca Cormaic, "Le istruzioni di Cormac", in cui l'oratore Cormac mac Airt è incaricato di istruire suo figlio Cairbre Lifechair su una varietà di questioni.
- Bríatharthecosc Con Culainn "Il precetto di Cú Chulainn " (interpolato in Serglige Con Culainn), indirizzato a Lugaid Réoderg.
- Tecosc Cuscraid 'L'istruzione di Cuscraid'
- Senbríathra Fithail 'Gli antichi precetti di Fíthal'
- Briathra Flainn Fína 'I detti di Flann Fína'[4]

#### Basso e Tardo Medioevo
- Stefano I d'Ungheria, Admonitions (1010 circa), scritto per suo figlio ed erede presunto San Emerico;
- Giovanni di Salisbury, Policraticus 'Il libro dello statista' (1159);
- Goffredo di Viterbo, Speculum regum (1183 circa), dedicato ai suoi mecenati imperiali Hohenstaufen, a Federico Barbarossa e al figlio Enrico VI;
- Pseudo-Plutarco, Institutio Traiani (citato per la prima volta nel Policraticus di Giovanni di Salisbury);
- Giraldus Cambrensis, Liber de Principis instructione (c. 1193) e De instructione principis;
- Konungs skuggsjá o Speculum regale, trattato norvegese del XIII secolo scritto originariamente per il re Magnus VI di Norvegia;
- Vincenzo di Beauvais, De Eruditione Filiorum Nobilium "L'educazione dei nobili bambini" (1250 circa);
- Gilberto di Tournai, De Modo Addiscendi 'Il metodo di apprendimento' (1260 circa);
- Tommaso d'Aquino, De Regno (1260 ca.), spesso confuso con il Principio De Regimine di Tolomeo di Lucca;
- Guglielmo Peraldus, De Eruditione Principum " Sull'educazione dei principi" (1265 circa), precedentemente attribuito a Tommaso d'Aquino;
- Brunetto Latini, Li Livres dou Tresor (1266), scritto per Carlo d'Angiò;
- Pietro da Prezza, scritto 1266-67 per Corradino di Svevia;
- Egidio Romano, De Regimine Principum "Sulla regola dei principi" (1277 x 1279), scritto per Filippo il Bello;
- Guglielmo di Pagula, Speculum regis, scritto per Edoardo III d'Inghilterra (1331 circa);
- Don Juan Manuel, El Conde Lucanor (1335);
- Alvaro Pelagio, Speculum regum (1340s), scritto per Alfonso XI di Castiglia;[5]
- Le III giuste considerazione necessarie per il buon governo di un principe (1350 circa), una traduzione di un trattato francese del 1347, destinato al re Giovanni II di Francia;[6]
- Evrart di Trémaugon, Le songe du verger (1376);
- Christine de Pizan, Epistre Othea a Hector (1400 circa), La vita e i buoni costumi del saggio re Carlo V, (1404)[7], Livre du corps de policie (1407), Livre de la paix (tra 1412 e 1414);
- Thomas Occleve, De Regimine Principum (inizi del 1410) scritto per Enrico V d'Inghilterra;
- Giovanni d'Irlanda, Il Meroure di Wysedome, (1490), scritto per Giacomo IV di Scozia.

#### Rinascimento
- Il cortegiano di Baldassarre Castiglione.
- Antonio de Guevara, Relox de príncipes (1529), ispirato e dedicato a Carlo V, un best seller dei suoi tempi, tradotto nel XVI secolo in inglese, latino, italiano, tedesco, francese, olandese e olandese;
- Niccolò Machiavelli, Il principe (1513 circa, pubblicato nel 1532);
- Erasmo da Rotterdam, Institutio principis Christiani "L'educazione di un principe cristiano" (1516), scritto come consiglio al re Carlo di Spagna (in seguito Carlo V);
- John Skelton, Speculum principis, perse il lavoro scritto per l'allora futuro re Enrico VIII d'Inghilterra. Una copia di questo trattato, che potrebbe non essere del tutto uguale a quello presentato a Enrico, e conservato presso il British Museum;[8]
- Johann Damgaard, Alithia (1597), scritto per il giovane monarca danese Cristiano IV;[9]
- George Buchanan, De iure regni apud Scotos (1579), un'opera in forma di dialogo socratico sulla regalità ideale dedicata al giovane Giacomo VI di Scozia, poi anche re d'Inghilterra come Giacomo I;
- Juan de Mariana, De rege et regis institutione (Toledo, 1598); Il re e l'educazione del re, tradotto da George Albert Moore, Country Dollar Press (1948);
- Giacomo VI di Scozia, scrisse Basilikon Doron in dono al figlio maggiore.

#### Illuminismo
- Jacques-Bénigne Bossuet, Politica tratta dalle stesse parole della Sacra Scrittura (1709).

### Testi bizantini
- Sinesio di Cirene, De regno, discorso pronunciato all'imperatore Arcadio;
- Agapito il Diacono, discorso pronunciato dall'imperatore Giustiniano I;
- Fozio I di Costantinopoli, lettera indirizzata a Boris I di Bulgaria;
- Basilio I il Macedone, capitoli ammonitori I e II a suo figlio imperatore Leone VI il Saggio;
- Costantino VII Porfirogenito, De Administrando Imperio, un manuale di politica interna ed estera per l'uso del figlio e successore di Costantino, l'imperatore Romano II;
- Cecaumeno, Strategikon (1075/1078), in particolare le ultime due sezioni;
- Teofilatto di Ocrida, Paideia Basilike (in latino Institutio Regia) (1088 circa), indirizzata al suo allievo Costantino Ducas, figlio dell'Imperatore Michele VII Ducas;
- Il poema del XII secolo Spaneas o Didaskalia Parainetike, modellato sull'isocratico Ad Demonicum;
- Niceforo Blemmide, Andrias Basilikos (in latino Regia statua, "Statua di un re"), scritta per Teodoro II Lascaris, il futuro imperatore di Nicea;
- Tommaso Magistro, La regalità;
- Manuele II Paleologo, Paideia Regia;
- Antonio IV di Costantinopoli, lettera a Basilio I di Mosca (1393);
- Poucheniye (istruzione) di Vladimir II di Kiev ai suoi figli (1120 circa).

### Testi persiani pre-islamici
- Ewen-Nāmag ("Libro delle regole"): Sui modi, costumi, abilità e arti sasanidi, scienze, ecc.;
- Tāj-Nāmeh ("Libro della corona"): trattati, documenti reali, ordinanze ed editti;
- Kalileh va Dimneh: una traduzione medio persiana dell'indiana Pañcatantra;
- Jāvidan Khrad ("Saggezza immortale"): citazioni di antichi saggi iranici;
- Letteratura di Andarz.

### Testi islamici
- Ibn Arabi, Governo divino del Regno Umano (At-Tadbidrat al-ilahiyyah fi islah al-mamlakat al-insaniyyah);
- Abd al-Hamid al-Katib, lettera a Abdallah figlio del califfo omayyade Marwan II (750 circa);
- Ibn al-Muqaffa', Kalila wa Dimna (750 circa);
- Abu Yahya ibn al-Batriq (†  815) Sirr al-Asrar ( سر الأسرار‎  ) " Secretum Secretorum";
- Al-Farabi (872-950 ca.), Fusul al-Madani "Aforismi di uno statista";[10]
- Abu'l-Qasim al-Husayn ibn Ali al-Maghribi (981–1027), Kitab fi'l-si'yasa;
- Al-Mubashshir ibn Fatik (floruit 1053, Damasco), Mukhtār al-Hikam wa-Maḥāsin al-Kalam ( مختار الحكم ومحاسن الكلم‎  ) "Massime e aforismi selezionati";
- Nizam al-Mulk, Siyāset-nāmeh 'Libro del governo' (1090 circa) (persiano);
- Al-Ghazali (1058-1111), Nasihat al-muluk 'Consigli ai principi' (persiano);
- Qabus nama (1082) - un esempio persiano del genere;
- Yusuf Balasaghuni, Kutadgu Bilig (XI secolo);
- Abu Bakr al-Turtushi, Siraj al-Muluk "La lampada dei re" (1121 circa);
- Ibn Ẓafar al-Ṣiqillī Sulwan al-Muta fi udwan al-atba 'Consolazione per il sovrano durante l'ostilità degli assogettati'; pubblicato in inglese (1852) come, Solwān; o Waters Of Comfort;[11][12]
- Bahr Al-Fava'id 'Mare delle (preziose) virtù', redatto nel XII secolo;[13]
- Muhammad al-Baqir Najm-i Sani, Mau'izah-i Jahangiri 'Ammonizione di Jahāngír' o 'Consigli sull'arte del governo' (1612 x 1613);[14]
- Saʿdi, Il roseto, con il primo capitolo su "Le maniere dei re" (XIII secolo, persiano);
- Aklhaq-i Muhsini di Hussain Vaiz Kashifi (composto in persiano AH 900/1495 d.C.), tradotto in inglese come "The Morals Of The Beneficent" (in italiano La morale del benefattore) a metà del XIX secolo da Henry George Keene.

### Testi slavi
- Neagoe Basarab (1512-1521), Gli insegnamenti di Neagoe Basarab a suo figlio Teodosio, una delle prime opere letterarie in Valacchia.

## Nella cultura di massa
- Mirrors For Princes è il nome di un'opera cinematografica del 2010 di Lior Shamriz. Parti del testo erano basate sulle istruzioni di Shuruppak e su altre pubblicazioni sumeriche.[15]